# نيوروغرانين
نيوروغرانين هو بروتين مرتبط بالكالمودولين يُعبر عنه بشكل أساسي في الدماغ، وخاصة في العمود الفقري الشجيري، والمشاركة في مسار إشارات كيناز بروتين C. نيوروغرانين هو البروتين الرئيسي بعد المشبكي الذي ينظم توافر الكالودولين، ويرتبط به في غياب الكالسيوم. الفسفرة بواسطة كيناز بروتين c يقلل من قدرتها على الارتباط. تتحكم هرمونات الغدة الدرقية في التعبير الجيني للـ NRGN. يتكون النيوروغرانين البشري من 78 حمض أميني.

## روابط خارجية
- Neurogranin في المكتبة الوطنية الأمريكية للطب نظام فهرسة المواضيع الطبية (MeSH).